# Парк Ендрю Гейдона

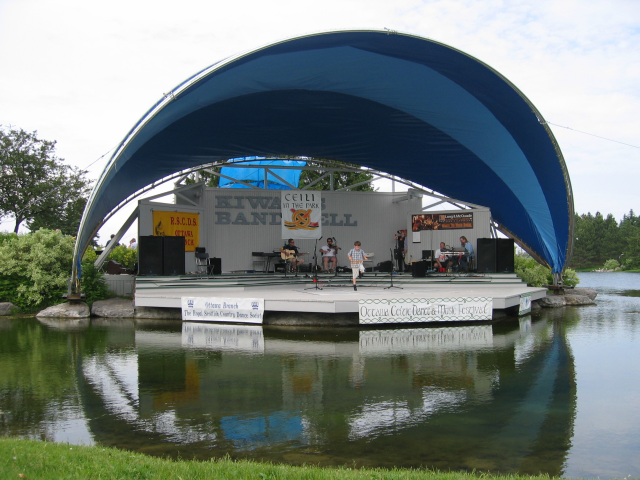
Акустична оболонка в парку Ендрю Гейдона

Парк Ендрю Гейдона — це парк на річці Оттава, яким керує місто Оттава, Онтаріо, Канада. Він розташований на Карлінг-авеню на вулиці Голлі Ейкерс. Названий на честь Ендрю Гейдона, колишнього мера Непіна. Існує акустична оболонка для концертів на відкритому повітрі та зона для пікніків. Вітрильний клуб Nepean розташований неподалік, поруч із Парком Діка Белла. У парку є пішохідні доріжки, ігрові споруди та пікніки. На річці в парку можна помітити казарок канадських, казарок чорних, качок і куликів.
Над проєктом парку працював ландшафтний архітектор Дональд В. Ґрем.

## Собаки
Історично склалося так, що собак не пускали ні в цей парк, ні в сусідній парк Діка Белла. 2009 року місто дозволило вигулювання собак на повідку, як однорічний пілотний проєкт. Це було зроблено для того, щоб вирішити т.з. «казаркову проблему», яка була спричинена занадто великою кількістю канадських казарок улітку, які виділяли екскременти на траву та стежки. З цього часу це правило залишається чинним на невизначений термін. Наразі собак можна вигулювати на повідку, але «заборонено знаходитися в межах п’яти метрів від усіх ігрових майданчиків та басейнів»

## Галерея

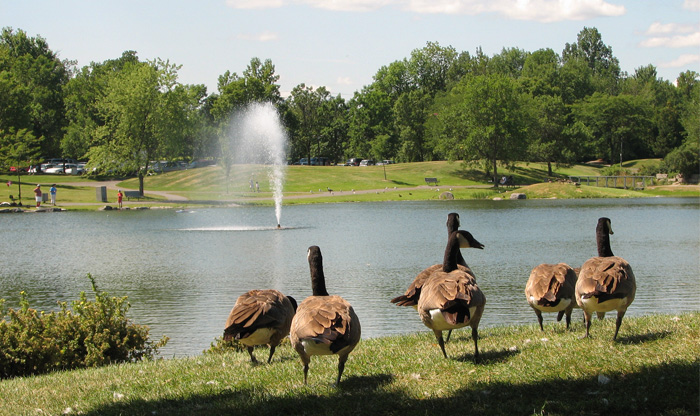
Казарки канадські біля водойми
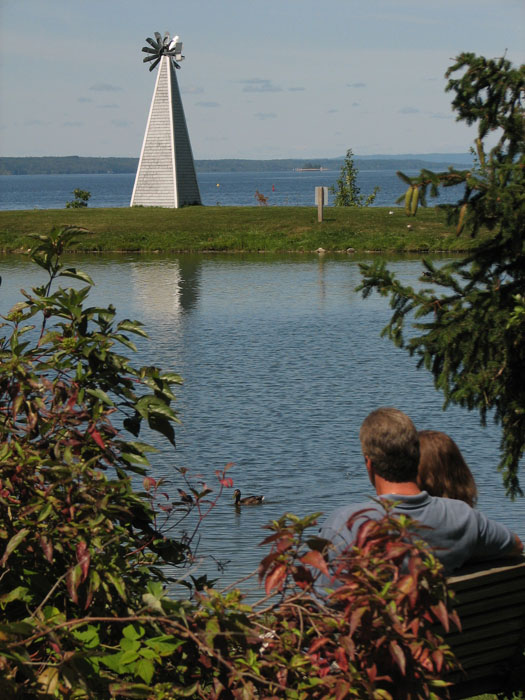
Маленький вітряк стоїть між парком та річкою Оттава
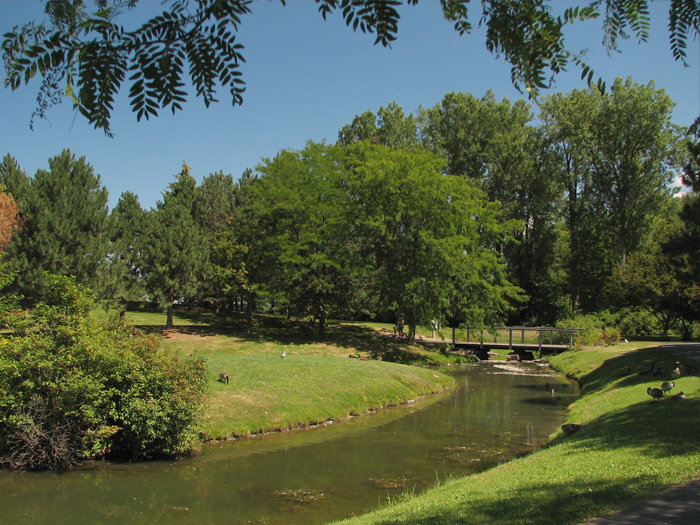
Озеленення в парку
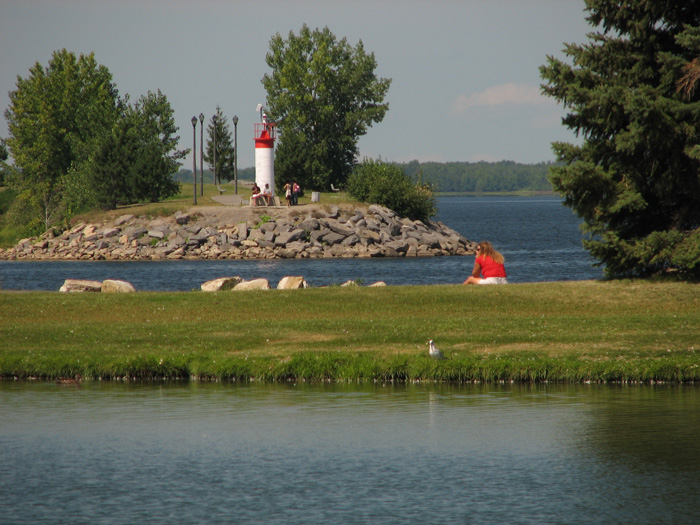
Вхід до пристані для яхт